# Rivellia subvittata
Rivellia subvittata är en tvåvingeart som beskrevs av Lindner 1957. Rivellia subvittata ingår i släktet Rivellia och familjen bredmunsflugor.
Artens utbredningsområde är Tanzania. Inga underarter finns listade i Catalogue of Life.